# Longhirst
Longhirst is een civil parish in het bestuurlijke gebied Northumberland, in het Engelse graafschap Northumberland. In 2001 telde het dorp 446 inwoners.